# Сулейманов, Абдул-Вагаб Бекбулатович
Абдул-Вагаб Бекбулатович Сулейманов (18 июня 1909, Аксай, Терская область, Российская империя — 1995) — советский кумыкский поэт. Народный поэт Дагестана. Заслуженный работник культуры РСФСР.
Абдул-Вагаб Бекбулатович Сулейманов родился в ауле Аксай (ныне Хасавюртовский район Дагестана) в 1909 году. В 1929 году окончил Дербентское педагогическое училище. Участвовал в Великой Отечественной войне. 
Работал учителем в Хасавюрте, с 1946 по 1949 год был председателем Правления Союза писателей Дагестанской АССР, потом стал заместителм редактора кумыкской газеты «Ленин ёлу». Был директором Кумыкского музыкально-драматического театра.
Первые произведения Сулейманова были опубликованы в 1927 году. В конце 1920-х написал поэмы «Вали и Мария», «Минувшие дни», которые оказали влияние на развитие жанра поэмы в литературах народов Дагестана. В 1930-е годы вышли сборников стихов «Волны революции» («Инкъылап толкъунлары») и «Журавли» («Турналар»), поэмы «Абиссиния» и «Челюскинцы», повесть «Герой победы» («Уьстюнлюкню игити»). В годы Великой Отечественной войны Сулейманов написал стихотворения «Песня об Умар-Паше Абдуллаеве» («Абдуллаев Умар-Пашаны йыры»), «Герой Днепра» («Днепрни игити») о солдатах-дагестанцах. Позже из под его пера вышли книги «Искатели счастья» («Насибин излевчю»), «Мои думы» («Ойларым»), «Говорящие листья» («Сёйлейген япракълар»). Пьесы Сулейманова были поставлены на сцене Кумыкского национального театра. Переводил на кумыкский язык произведения классиков русской и других народов СССР литературы.